# Casio Marlin
Casio Marlin（カシオマーリン）は、カシオ計算機が1970年代後半から80年代にかけて販売していた腕時計のブランドである。また、コレクター間では「カシオカジキ」とも表記される。
デジタル腕時計黎明期から新製品販売に注力してきたカシオにとって大ヒットしたマーリンシリーズはその後のGshockシリーズの足掛かりになった。

## 概要
カシオマーリンは、カシオブランドの成功の頂点であり、今日私たちが知っているデジタルウォッチの原点かつ頂点であることを示す。80年代初頭、フロントに「カジキマグロ」のロゴが入ったこの時計は、デザインと機能のクオリティが他を圧倒していたため、注目されていた。この時計で、カシオはデザイン面でも販売面でも、それまでのライバル（セイコーやシチズン、東洋）を差し置いて、デジタルキングとしての地位を決定的に確立したのである。市場は、ガシガシ使える実用性のある腕時計を求めていた。
100m、200mの耐水性に加え、他と違う特徴は、カウントダウンだった。それが、カウントダウンがないカシオの廉価版Fシリーズよりも、ワンランク上の存在感を示していた。この頑丈なカシオマーリンからG-SHOCKシリーズのコンセプトが生まれ、1983年に初代DW-5000が製造された。

## 代表製品
カシオマーリンシリーズは主に3つのカテゴリーに分けることができる。「カジキ」、「スイマー」、そして「ヨット」である。

### H-101 (W-150) 1980
80年代当時のカタログには、カシオが発売した最初のマーリンシリーズとして掲載されているが、諸説ある。このH-101は、マーリンというサブブランドの代表的なアイコンである。スチール製ケースとスクリューバックを備え、原点的なモジュール106のクラシックな機能を備えた時計である。
時刻表示、クロノグラフ、カウントダウン、アラーム、水中100m防水。

### W-750 1982
W-750は1982年、カシオのマーリンブームの真っ只中に発売され、H-101と並んでマーリンシリーズの代表的な時計であり、カシオの防水時計の初期の定番とも言える。
グレー、ブルー、ゴールドの3種類があり、W-450よりケースが一回り小さい　スチールケースにスチールバックを備えモジュール248を使用する。
時刻表示、アラーム、クロノグラフ、カウントダウン、水中100m防水。

### W-36 1984
W-36もマーリンブランドの代表的な製品である。クラシックな248モジュールを備え、2つのカラーバージョンを展開していた。比較的小さなスチールケースが非常にエレガントな印象を与えている。また、重量も軽く、W-36は身につけやすい時計として考案され、当時のカシオの最新機能を全て備えと特徴的な外観をしていた。
時刻表示、アラーム、クロノグラフ、カウントダウン、水中50m防水。

### DW-200 1983
1983年に発売されたこのDw-200は、カシオの新作モジュールを搭載していた。クロノ、マルチアラーム、デュアルタイム、カウントダウンタイマー、そして200m防水の特別感は唯一無二であった。この樹脂ケースは、後のDW-5500 (Gshock 2)、そして翌年に発売されたHDシリーズ全体のベースとなっている。
時刻表示、マルチアラーム、クロノグラフ、デュアルタイム、カウントダウン、水中200m防水。

## 関連製品
- Gshock
- F91w